# Apodemus mystacinus
Apodemus mystacinus és una espècie de mamífer rosegador de la família dels múrids. Són rosegadors de petites dimensions, amb una llargada de cap a gropa de 100 a 130 mm i una cua de 98 a 141 mm. Poden arribar a pesar fins a 57 g. Es troba a Albània, Bòsnia i Hercegovina, Croàcia, Geòrgia, Grècia, l'Iran, l'Iraq, Israel, Jordània, el Líban, Aràbia Saudita, Sèrbia i Montenegro.